# Wolfgang-Ernest Ier d'Isembourg-Büdingen-Birstein
Wolfgang Ernst Ier, comte d'Isembourg-Büdingen (Birstein, 29 décembre 1560 - Birstein, 21 mai 1633) est un comte allemand de la maison d'Isembourg. Il est comte d'Isembourg-Birstein de 1596 à 1633, après s'être violemment emparé du pouvoir face à Henri d'Isembourg-Rönneburg. 
Il est le fils de Philippe II, comte d'Isembourg-Büdingen à Birstein et de la comtesse Irmengard de Solms-Braunfels. Par l'intermédiaire de sa mère, il est le cousin germain d'Amélie de Solms-Braunfels, et cousin germain de Jeannette de Sayn-Wittgenstein belle-sœur de Guillaume Ier d'Orange-Nassau.

## Famille et enfants
Il se marie quatre fois et a plusieurs enfants, qui quittent son pays après sa mort.
Il se marie le 26 septembre 1585 à la comtesse Anna de Gleichen-Rhemda (1565-1598) qui lui donne les enfants suivants: 
- Wolfgang Henri, comte d'Isembourg-Büdingen-Birstein (1588-1635), lignée d'Isembourg-Büdingen-Birstein
- La comtesse Anna Amalie d'Isembourg-Büdingen-Birstein (1591-1667), mariée à Arnold Jost, fils d'Arnold III de Bentheim-Steinfurt-Tecklenbourg-Limbourg (en)
- Le comte Philippe Louis d'Isembourg-Büdingen-Birstein (1593-1616) (tué en duel)
- Le comte Philippe Ernest d'Isembourg-Büdingen-Birstein (1595-1635)
- Le comte Wilhelm Otto d'Isembourg-Büdingen-Birstein (1597-1667)

Il se marie en secondes noces le 16 avril 1603 avec la comtesse Élisabeth de Nassau-Dillenbourg (1564-1611), fille de Jean VI de Nassau-Dillenbourg et veuve de Philippe IV de Nassau-Weilbourg mais le mariage reste sans enfant. 
Il épouse en troisièmes noces, le 19 avril 1616, la comtesse Julienne de Sayn-Wittgenstein (1583-1627) une fille de Louis de Sayn-Wittgenstein (1532-1605) de son second mariage avec Elisabeth de Solms-Laubach. Ils ont un fils : 
- Johann Ernst, comte d'Isembourg-Büdingen-Büdingen (1625-1673) de la ligne Isembourg-Büdingen

Il se marie pour la quatrième fois, morganatiquement, avec Sabine von Salfeld.